# Isham Jones

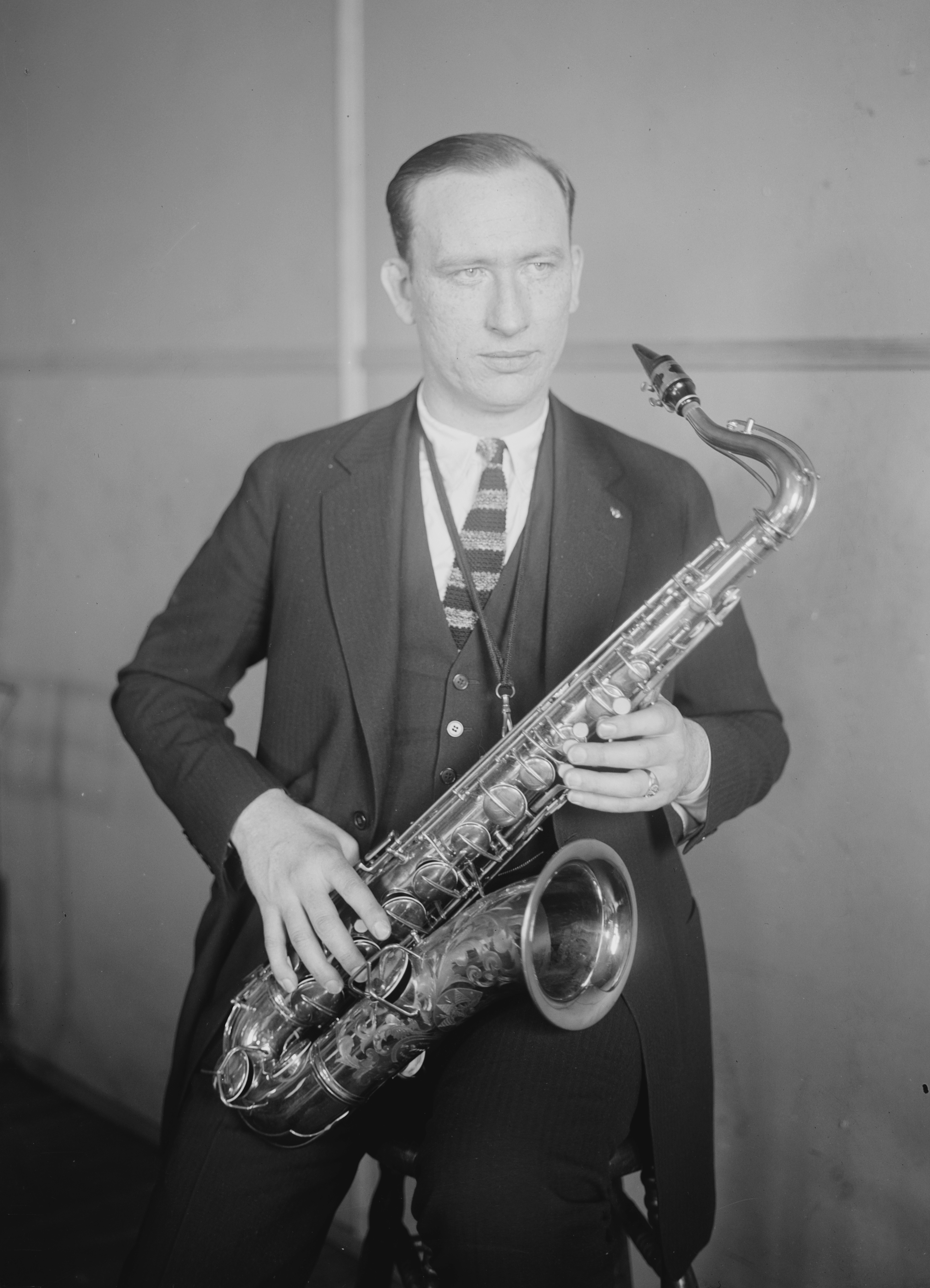
Isham Jones

Isham Jones (* 31. Januar 1894 in Coalton, Ohio; † 19. Oktober 1956 in Hollywood, Florida) war ein amerikanischer Big-Band-Leader, Multi-Instrumentalist und Songwriter-Komponist von Tanzmusik in den 1920er und 1930er Jahren.

## Leben und Wirken
Jones wuchs in Saginaw in Michigan auf, wo er als Junge in Kohlegruben Maultiere führte, dazu Violine spielte und mit 18 Jahren seine erste Band leitete. Er spielte auch Saxophon (ab etwa 1918) und Klavier. 1915 bis 1924 war er in Chicago, wo er nach dem Wehrdienst 1918 in einer Tanzband spielte, die er bald darauf übernahm. In Chicago spielte er u. a. im Rainbow Gardens und im Sherman Hotel College Inn (1922–1925). Nach einer Englandtour 1924 ließ er sich in New York nieder, wo er schon 1921 in einer Ziegfeld Show spielte. Isham hatte eine der populärsten Tanzbands der USA in den 1920er und 1930er Jahren. Er nahm in dieser Zeit für Brunswick auf (1920–1932), ab 1932 für RCA Victor; ab 1934 gehörte er zu den ersten Künstlern, die für das neu gegründete Label Decca aufnahmen. Zu den Sängern der Bands zählten der Geiger Eddie Stone, Frank Sylvano, Joe Martin und der junge Bing Crosby. Aus seiner Band gingen u. a. Joe Bishop, der Pianist Roy Bargy, der Kornettist Louis Panico, Woody Herman (der die Band Isham Jones Juniors 1936 übernahm, als sich Jones zur Ruhe setzte, um mehr zu komponieren) und Benny Goodman hervor (der allerdings nur sehr kurz in der Band war). Bix Beiderbecke spielte mehrmals als Student im Orchester.
Isham Jones schrieb über hundert Kompositionen, von denen viele inzwischen zu Standards zählen, wie „Spain“ (1923), „On the Alamo“, „I’ll See You In My Dreams“ (1924), „It Had to Be You“ (1925), „Swingin’ Down the Lane“, „The One I Love Belongs to Somebody Else“ und „There Is No Greater Love“ (1936). Nach einem letzten Engagement in Memphis (Tennessee) musste er aus gesundheitlichen Gründen kurz pausieren; wenige Monate später erschien er in New York mit einer neuen Band, mit der er im Lincoln Hotel auftrat. In dieser Zeit kam es zum musikalischen Wettstreit mit Woody Herman, der mit ehemaligen Jones-Musikern in New York spielte. In den 1940er und 1950er Jahren war er nicht mehr im Musikgeschäft, sondern leitete einen Laden in Colorado, bevor er 1955 nach Florida zog, wo er ein Jahr später an Krebs starb.
Ein von ihm mit dem Liedtexter Ole Olsen 1917 geschriebener Song ist einer der ersten mit dem Wort Jazz im Titel (That’s Jaz!). Jones selbst bezeichnete seine Musik später als „American Dance Music“ (und nicht als Jazz).